# John McAleese
Seržant John Thomas McAleese (25. duben 1949 Stirling, Skotsko, Spojené království – 26. srpen 2011 Thessaloniki, Řecko) byl britský profesionální voják, známý především tím, že vedl speciální jednotku Special Air Service při průniku do íránské ambasády v květnu 1980. Za svého života působil právě u 22. regimentu jednotek SAS, zúčastnil se bojů na Falklandách a v Severním Irsku, za což mu byla udělena britská Military Medal, ocenění za statečnost. Díky mnoha úspěchům ve své dlouhé kariéře je dodnes považován za válečného hrdinu, zvěčněn byl například ve světoznámé herní sérii Call of Duty, pod jménem John Price. Charakteristickým poznávacím znamením tohoto muže byl velký knír ve tvaru podkovy, který po něm zdědila i počítačová postava.

## Život
John McAleese se narodil ve skotském Stirlingu, do armády vstoupil již jako dvacetiletý, konkrétně šlo o dnes již neexistující 59. Independet Commando, součást Royal Engineers, tedy jednotku technickou. O šest let později ho čekal přesun do Herefordu v Anglii, jelikož byl přijat k jednotkám SAS, ve kterých zůstal až do roku 1992. Po odchodu od SAS působil jak v mnoha nevojenských oborech, jako bodyguard, dělník nebo pokrývač, tak i jako bezpečnostní konzultant v Iráku a Afghánistánu nebo instruktor profesionálního airsoftu. V novém tisíciletí se stal hostem v několika televizních pořadech, příkladem je například reality-show SAS: Výcvik speciálního komanda (v ČR známá také jako Máte na to?) nebo třeba dokumentární pořad SAS: Tajemství přežití, který dokonce i uváděl, spolu s ex-vojákem Eddiem Stonem. Poslední událostí, při které se dostal do popředí médií pak byla smrt jeho syna Paula 28. srpna 2009 v Afghánistánu, která Johna McAleese velmi ranila. Sám John McAleese zemřel roku 2011 v řecké Soluni na srdeční příhodu, zůstaly po něm tři další děti, dcera z prvního manželství a dva potomci z manželství druhého. Slavnostní pohřeb se konal v Herefordské katedrále za účasti médií a několika významných osobností.
| „                            | Byl to hrdina, který sloužil své zemi statečně ve vojenské kariéře, která trvala mnoho let. | “ |
| — mluvčí ministerstva obrany |                                                                                             |   |

## Operace Nimrod
5. května 1980 byl 22. regiment SAS, ve kterém se nacházel také John McAleese, poslán na záchranu rukojmích při obléhaní íránské ambasády. John jako první skočil na balkón, poté položil na okno výbušninu a odpálil ji. Vše se stalo v přímém přenosu místní televize. Podle vlastních slov John nečekal v místnosti nikoho, protože si myslel, že rukojmí jsou až v další místnosti. Těsně před tím, než odpálil bombu, si všiml několika rukojmích.
| „                                                                   | Potřeboval jsem utéct, tak jsem došel k oknu, roztáhl závěs, otočil klikou, ale pak jsem uviděl postavu v černém s nasazenou plynovou maskou, puškou a pistolí. Ten muž na mě mával, abych si lehl na zem, a pak vyrazili to okno. Další muži v černém kolem mě prošli a ten poslední mi řekl, abych zůstal na místě a nehýbal se. V místnosti začalo hořet, tak jsem vylezl ven. Ten muž na mě ale zařval, ať se vrátím zpět. Řekl jsem si, že je to blbost lézt zpátky do hořící ambasády, ale uposlechl jsem. SAS vás nepožádá slušně, abyste odešli, venku nás strčili do bláta a svázali. Byl to silný a nečekaný zážitek, který na mně zanechal následky. | “ |
| — reportér BBC Simeon Harris, rukojmí na ambasádě – Viasat Explorer | |   |

Muž v černém, o kterém se Simeon Harris zmiňoval byl právě John McAleese, který rukojmím dával znamení, aby se vzdálili od oken. Díky skvělé akci speciálních jednotek byla většina rukojmích zachráněna a teroristé byli přemoženi, což znamenalo pro Special Air Service, i Johna McAleese, světovou popularitu.
| „               | Často se může stát, že se svou maskou pohnete, to se mi stalo na ambasádě. Použili jsme několik flashbangů s plynem a já se ho nadechl. Nakonec jsem se do masky pozvracel. To se stává. Když máte rýmu je to dobrý způsob, jak si pročistit dutiny | “ |
| — John McAleese | |   |